# Leontodon caucasicus
Leontodon caucasicus — вид рослин із родини айстрових (Asteraceae).

## Біоморфологічна характеристика
Кореневищна багаторічна рослина. Стебло 14–50 см заввишки, голе, гладке, борозенчасте, лише вгорі під кошиком волосисте і трохи потовщене, з 1 чи 2 лускоподібними листками, з одним кошиком. Прикореневі листки 3–20 × 1–2.5(3) см, виїмчасто-зубчасті, з трикутними, відігнутими донизу цілокраїми лопатями, зверху гладкі, голі чи вкриті волосками, знизу голі чи тільки по головній жилці з волосками. Обгортка темно-зелена, покрита білуватими чи жовтуватими простими волосками, як і верхня частина стебла; зовнішні листочки шилоподібні, решта листочків ланцетно-лінійні, загострені, слабо волосисті; віночки яскраво-жовті. Сім'янки темно-бурі, борозенчасті, б.-м. сплюснуті, злегка вигнуті, поперечно-морщинисті, зубчасті; чубчик брудно-білий, сидячий, дворядний, щетинки зовнішнього ряду короткі, зазубрені, у внутрішнього ряду перисті, довші за сім'янку.

## Середовище проживання
Зростає у Європі й Азії (Україна (у т. ч. Крим), Північний Кавказ, Грузія, Азербайджан, Вірменія).